# الشحوح (قبيلة)
الشحوح قبيلة عربية تسكن مناطق في دولة الإمارات وسلطنة عمان في سلسلة جبال الحجر، وتحديداً في رؤوس الجبال في شبه جزيرة مسندم. يتميزون بلهجتهم القديمة، والتي ترجح الباحثة ريم الكمالي أنها من الآرامية. بينما ذكرت الدكتورة مريم بيتشك أن لهجة الشحوح تعود إلى جذورها العربية.
اشتهرت قبيلة الشحوح بالشجاعة والكرم فكانت خط الدفاع الأول عن المنطقة على مر العصور ضد الفرس والبرتغاليين عند بوابة مضيق هرمز.

## الإنتشار الجغرافي
تسكن القبيلة منطقة رؤوس الجبال المطلة على مضيق هرمز والممتدة من جزر سلامة وبناتها شمالا إلى جبل حبس جنوبا ودبا شرقا والدارة وشعم غربا وهي امتداد تضاريسي وطبيعي وتتداخل فيها الحدود والسدود والسهول والوديان والمرتفعات الجبلية والخلجان بين دولة الإمارات العربية وسلطنة عمان.

## النسب
الشحوح هي قبيلة عربية تنتسب إلى لقيط بن الحارث بن مالك بن فهم الأزدي. ذكر المؤرخ العماني سالم السياب في كتابه (إسعاف الأعيان في أنساب أهل عٌمان) عن نسب الشحوح في أهل عمان ما يلي: «ومن الأزد بعمان ، الشحوح ، وهم من لقيط بن الحارث بن مالك بن فهم ، وهو الملقب عند أهل عٌمان (شح) حين شح بالصدقة في خلافة أبي بكر الصديق (رض) وبسببه كانت وقعة دبا وهي من الوقائع الكبرى . والشحوح هم أولاد لقيط المذكور وهو المعروف بذي التاج أي أنه أدعى الملك بعمان له وتلقب ذي التاج . ومنازل الشحوح بالساحل الشمالي من عمان غير مجهولة ، وهم كثيرون بالنسبة إلى جيرانهم من القبائل الأخرى ، منتشرون بتلك الأطراف من خصب إلى رأس الخيمة إلى الجبال المعروفة بجبال الشحوح المتصلة بسلاسل الجبال المرتفعة باتصال إلى وادي العور وتمتد إلى البريمي وسمي ذا التاج كما قلنا ، لأنه ادعى الملك عن بقية أولاد مالك بن فهم . ومنهم الشيخ العلامة الفقيه الدراكة كعب بن سور أو ابن سوار قاضي عمر بن الخطاب رضي الله تعالى عنه على البصرة ولاستقضائه سبب يذكره المؤرخون»
ويذكر الكاتب نسب الشحوح مرة أخرى في الحديث عن لقيط في الهامش فيقول: «في هامش الأصل قلت : إن في هذا نظراً لما بين لقيط بن الحارث وأيام خلافة الصديق رضي الله عنه من المدة الطويلة التي تعد بمئات السنين بل بالألوف ، فلعل الملقب بهذا اللقب غيره ، أو كان المسمى بهذا الاسم غير ابن الحارث المذكور والله أعلم» ثم يكمل الكاتب كلامه قائلا: «مالك بن فهم مات نحو 480 قبل الهجرة ، وهو جد لقيط المذكور فلا معنى لقوله : بل بالألوف ، هذا إلى أنه قد يكون المراد أن لقيط بن الحارث شح بالصدقة ، أي هذا البطن من سلالته لا غير خلافاً لبقية البطون .»
لم يرد لهذه القبيلة ذكر في كتب النسابة القدماء أو كتب التراث القديمة، كما تجاهل ذكرها نسابة عمان أبو المنذر الصحاري. أما في المصادر الحديثة فزعم المستشرقين أمثال «كارول جاي ريفنبورغ» و«كالفين ألن» أن الشحوح هم بنو شوحا بن إبراهيم من زوجته قطورة، وقال جاي ريفنبورغ: «بلغ عدد الشحوح في شمال شبه جزيرة مسندم نحو 20000 نسمة في أوائل القرن العشرين. وهم مجموعة من أصل غامض، وقد ارتبطت مع Shuhites من العهد القديم». وقال كالفين: «الشحوح مجموعة قبيلة من أصول غامضة، ترتبط مع الشحيين المذكورين من العهد القديم. وأكبر مكونات الشحوح القبلي ينقسم بين قبائل بني هدية وبني شتير».
وجاء عنهم في بحث معهد ستانفورد للأبحاث الآتي: «قبيلتين من أصل غير مؤكد هما القرا والشحوح. وتسكن القرا في جبال تحمل اسمها في ظفار. وهم مسلمون اسمياً، ويوصفهم جيرانهم العرب بالبربر ويُعتقد أن القرا قد يكونون من بقايا السكان الأصليين لجنوب شبه الجزيرة العربية. وفي الطرف الآخر من السلطنة في مرتفعات رأس الجبل تعيش الشحوح، وهي قبيلة همجية وغير مضيافة، وعلى الأرجح ليست من أصل عربي، ويربطها بعض العلماء مع الشوحي المذكور في سفر أيوب». وقال المستشرق «ريتشارد إف نيروب»: «تحظى قبيلة الشحوح والقرا باهتمام إثنوغرافي كبير، والتي تتحدث لغات غير عربية سامية، ومن الواضح أنهم من السكان الأصليين الذين نزحوا على إثر الغزاة العرب». وقال المستشرق أرنولد ويلسون:«العنصر الحامي فلا يزال هناك من يمثلهم في سواحل عمان حتى وقتنا الحالي، وهؤلاء هم الشحوح، وهم في أصولهم اسبق في الجزيرة العربية من العناصر السامية. وما زالوا يعيشون حتى الآن في جبال مسندم وكهوفها».
أما المراجع العربية الحديثة، فزعم محمد عبد القادر بامطرف أن الشحوح قبيلة حضرمية حميرية ونسبهم إلى وادي شحوح في اليمن، أما معاصرة سالم السيابي زعم أن الشحوح ينحدرون من قبيلة دوس، وجعلهم من نسل لقيط بن الحارث بن مالك بن فهم الدوسي،

## تاريخ

### دخولهم في الإسلام
تعتبر مدينة دبا من أهم معاقل قبيلة الشحوح، وهي مدينة تاريخية ضاربة في العراقة والقدم ذكرت في عدد من المصادر التاريخية ككتاب (الإمتاع و الؤانسة) لأبي حيان التوحيدي، وكتاب (الأزمة والأمكنة) للمرزوقي المتوفى عام 421، كما ورد اسم المدينة أيضًا في كتاب (مراصد الاطلاع على أسماء الأمكنة والبقاع) لصفي الدين عبد المؤمن القطيعي وكتاب (أحسن التقاسيم في المعرفة الاقاليم) لشمس الدين أبى عبد الله محمد المقدسي.
اشتهرت دبا بكونها أحد أسواق العرب في الجاهلية المسمى بسوق دبا، وكان سكانها من أوائل من اعتنق الإسلام، حتى أن أبا بكر الصديق قال مادحا لهم: «لقد بعث رسول الله إلى أهل عمان عمرو بن العاص بلا جيش ولا سلاح . . وأجبتموه إذ دعاكم على بعد دياركم ، فأي فضل أبر من فضلكم و أي فعل أشرف من فعلكم؟».
تغير اسم المدينة لاحقا إلى (دبا البيعة) وتوافد إليها المسلمون لإعمارها فكان أكبر رهط فيها هم قبائل الشحوح، وعندما بني عمر بن الخطاب مدنية البصرة اختار للقضاء فيها القاضي كعب بن سور وهو قاضي من شحوح دبا ينتهي نسبه إلى الحارث بن مالك بن فهم الأزدي.

### الغزو البرتغالي
في عام 1507 نزلت في أرض عمان والإمارات قوات برتغالية بقيادة الفونسو دي البوكيرك الذي ارتكب مجازر بحق أهل المدينة كما تشهد على ذلك مذكرته وتقاريره العسكرية التي كتبها بنفسه.
بحلول عام 1624م سقط حكم (آل نبهان) في عمان فتولى الحكم ناصر بن مرشد اليعربي وأسس دولة اليعاربة في عُمان، فأخذ على عاتقه مهمة تحرير المنطقة من البرتغاليين فكانت مدينة دبا إحدى أهدافه العسكرية، جهز ناصر اليعربي جيشا ً بقيادته وسار نحو مدينة نزوى واتخذها قاعدة ومعسكرا ً للهجوم، ثم أوعز إلى أحد قادته وهو خميس بن مخزوم بمهاجمة القاعدة العسكرية البرتغالية في دبا. شن خميس هجوما مدمرًا فشل البرتغاليون في صده، فانهارت دفاعاتهم وهرب قائدهم وجنوده عن طريق البحر، واستسلم من تبقى من الحامية فدخلها الجيش العربي منتصرًا، يقول أحد الشعراء واصفًا تلك المعركة:
فقد رجّعت جُيوشُ المسلمينا
إلى نُزوَى الشّريفة ظافِريِنا
بإجلال وتأييد لِنُصِرُّ
وعِزُّ لم يُزل للمسلمينا
بأرض دبّا قد وقِعت حُروبُ
تُكادُ لها الصياخد أن تلنيا
وكان النّصر للإسلام فيها
على قوّمِ النّصارى المعتدينا
نعمت المدينة بالاستقرار والسلام مرة أخرى، وصارت دبا البيعة حاضرة من حواضر الشحوح في المنطقة. في عام 1884م انفصل جزء صغير منها باسم (دبا الحصن) وانضم إلى إمارة الشارقة، وانفصل قسم صغير آخر باسم (دبا الغرفة) انضم إلى إمارة الفجيرة وظلت على هذه الحال حتى قيام إتحاد دولة الإمارات العربية المتحدة في 2 من ديسمبر عام 1971م بقيادة الشيخ زايـد بن سلطان آل نهيان.

## التراث والثقافة
أزياء الرجال
يشتهر الرجل الشحي عند مسيره في الطريق أو خروجه من منزله بحمله لسلاح يدافع به عن نفسه إذا واجهه مكروه أو عدو. من أهم هذه الأسلحة ما يلي:
- البندقية: وهي السلاح التقليدي القديم ومن أنواعها ( بوفتيله / مسلبخ / كند / ام عشر / خديوي / خميسي / فلسي / مشرخ / مانيه ).
- المحزم: حزام الرصاص ويسمى ايضا ( بمحزم الفشك ) وفيه الطلقات النارية الاحتياطية لبندقيه الرجل الشحي.
- البيشك: وهي السكين الفولاذية ذات النصل الحاد وهي سلاح الاشتباك القريب عند الشحوح لا تفارق محزمهم أبدا ً.
- الخنجر: قد يقوم مقام ( البيشك ) يضعونه في وسطهم أيضا.
- الجرز: وهو سلاح اليد، وهو عبارة عن عصا قوية مثبت في رأسها ما يشبه الفأس المعدنية، قد تؤدي ضربة واحدة فقط منه على رأس الإنسان لقتله.

كما يرتدي الرجل الشحي (الكندورة) البيضاء وهو الرداء الأبيض الخليجي المعروف وتحته (الوزرة) أي الإزار الذي يأتزر به، ويضع عمامة على رأسه ويلف عليها حبلا ً رفيعا ً يسمى ( خزام ) كي يثبتها في مكانها، بينما يرتدي الشحي الحضري العقال والكوفية البيضاء.
أما في الاحتفالات و المناسبات فيرتدي الشحي العباءة الرجالية المسماة (البشت) فوق رداءه، وينتعل أحذية سميكة بسبب طبيعة المنطقة التي يسكنها ووعورتها وكثرة الحصى والحجارة المتناثرة فيها.
الندبة
يرتبط فن الندبة التراثي ارتباطا وثيقا بقبيلة الشحوح لذا يطلق عليه أحيانا اسم «الندبة الشحية». وهو اجتماع عدد من أبناء القبيلة ورفع صوتهم بالنداء الذي يبعث الحمية والحماس، ويعبر عن الفرح في المناسبات والأفراح الشعبية والمناسبات القومية ومناسبة الزفاف والزواج والشكر والعرفان بالجميل، وهو أيضاً نداء الحرب وفي وقت مواجهة العدو. كما يعبر به عن احتفالات الترحيب بشيخ القبيلة أو عند قدوم زائر أو ضيف مرموق أو عند زيارة قبيلة أخرى.
يجتمع مجموعة من الشحوح ويختاروا من بينهم (النديب) وهو رجل له صوت قوي له القدرة على رفع صوته وخفضه وليس بالضرورة أن يكون أكبرهم سنًا، يلتف حول النديب عدد من الرجال ما بين عشرة إلى عشرين رجلاً يسمونهم (كبكوب) ويحيط هؤلاء الرجال بالنديب على شكل دائرة ويسمون بـالرديدة.
كما يشتهر فن الندبة عند الإنتهاء من الطعام في الولائم، فإذا انتهى أفراد القبيلة من الطعام وقبل أن يغسلوا أيديهم اجتمع عشرة من أبناء القبيلة ورفوعوا صوتهم بالنداء كنوع من الشكر لصاحب الدعوة وإسماع أصواتهم الى كل الجيران والحي للإشادة بفضل وكرم الدعي.

## اللهجة
حرفا الهمزة والألف
تنطق الهمزة في لهجة الشحوح كما تنطق في لهجة أهل الخليج من الحذف أو التخفيف، حيث تنطق سهلة غير محققة عموما مثل (لولو)أي لؤلؤ و (لَولْ)أي الأول، كما تقلب الهمزة إلى واو في قولهم وَن ونين أي أن أنيناً وغيرها من أساليب الحذف والقلب التي يتعرض لها هذا الحرف. إلا أن الهمزة في اللهجة الشحية تنفرد عن بقية لهجات الخليج العربي بالنقاط التالية:
- تأتي بدلاً من حرف العين، وكل عين في كلامهم تقلب همزة مثل ألي بدلاً من علي وإيش بدلاً من عيش أي أرز وأُمَرْ بدلاً من عُمَر وهذا شائع كثيراً في لهجتهم.
- يأتي الألف مفخماً ً في بعض ألفاظهم كقولهم: ُيدَمْ أي آدم أبو البشر وقولهم:قوسم أي قاسم ومن كان اسمه محمد بن قاسم، يلفظونه حِما بن قوسِمْ.
- ويأتي نفس الحرف في الحالات أخرى مائلاً ميلاً شديداً مثل لفظ أهل لبنان لحرف الألف كقولهم:إيسف أي آسف أسفاً، وقولهم: تلوتي أي ثلاثة، وقولهم: هْودا الرييْل أديب وإيلم أي هذا الرجل أديب وعالم، ويجب أن نلاحظ بأن التفخيم والإمالة لم استطع أن أحدد أصولهما بعد إذ قد يأتي الحرف مفخماً ومائلاً في كلمتين بآن واحد كقولهم أُوناْ إيِسفْ أي أنا آسف أسفاً
- الهمزة التي تقع في نهاية الكلمة تقلب ياءً كقولهم بِنِي في بناء، فيقالُ إسيس البني أي أساس البناءِ ويقال دوي للدواء.
- ومن بعض الكلمات التي تبدأ بهمزة نذكر الكلمات و التعابير التالية: لفظة أمس: تصبح إسْتَم فيقال :أون أستم سرت إدبيْ أي أنا ذهبت أمس الى دبي، ويقال إختي أمي خولتي أخت امي خالتي ويوم الأحد يصبح الآحاد.
- وفيما يشبه صوت الألف ترد بعض الكلمات مفتوحة وتنطق كما لو أنها ألف: كقولهم اودم أبو البشار أي آدم أبو البشر وقولهم: ألي متكبار أي علي متكبرٌ علينا وقولهم: شاهر أليي أي الشهر الجاي أو الآتي وقولهم بْصَال في بَصَلْ وتامِرْ في تَمُرْ وتاحِت في تحت.

حرف الباء
حرف الباء ينطق بشكل عادي
حرفا التاء والثاء
تنطق الثاء تاء مثل قولهم تليتة أي يوم الثلاثاء وتنع شار أي اثنا عشر.
حرف الجيم
يقلب حرف الجيم إلى الياء كما هو شائع في منطقة الخليح لكن الشحوح ما يقول خرج فلان بل يقولون برح فلان.
حرف الحاء
يأتي هذا الحرف بدلاً من الحرف الهاء في قولهم حُنَا أي هُنَا وحْنُوكْ أي هُنَاكْ فيقال: إسطأ حنوك أي إذهب إلى هناك
حرفا الدال والذال
يرد حرف الدال بدلاً من الذال في معظم ألفاظهم كقولهم دَهَب بدلا ذَهَبْ. وإذا قالوا تحت ذراعي لفظوها تاحتْ دروئي
حرف الراء
ينطق كما هو مع بعض التفخيم.
حرفا السين والشين
السبت تنطق: السابت وسمن الطعام ننطقه سامن وتلفظ كلمة الشي (شوهي) والشمس شامسْ والشَجَرْ شيار
الضاد والظاء
ينطق كما هو دون تغيير.
العين
يقلب هذا الحرف إلى همزة، وكل همزة أصلها عين إذا وقعت مكانها فمن كان أسمه عبد الله بن علي ينطق أبدُ الله بن ألىْ..وهكذا
الغين
يبقى فصيحاً كما هو.
الفاء
يلفظ كما هو.
القاف
ينطق كما هو.
الكاف
ينطق كما هو أيضا
حروف اللام والميم والنون
تنطق كما هي.
الهاء
ينطق كما هو وينقلب إلى حاء بعض الكلمات مثل: هُنَا تصبح (حنا) أو (أوحنا) وهناك تصبح (حنوك).
الياء: يأتي مقلوبا عن الجيم.
الياء
يأتي حرف الياء مقلوباً عن الجيم. وأهم ما يلاحظ في لهجة الشحوح هو أسلوب النفي. فإذا أرادوا القول: ما طَاعْ علي، لفظوا الجملة: طُوءْلاءْ أَلي وإذا أرادوا القول: لا تأكل الحين، لفظوا الجملة: توكل لا أوحِينْ.

## شيوخ القبيلة
فيما يلي شيوخ قبيلة الشحوح بحسب الترتيب الزمني:
- الشيخ مالك بن علي بن سعيد بن سليمان الشحي (مالك الأول).
- الشيخ مالك بن سعيد بن محمد بن سليمان الشحي (مالك الثاني ابن أخ مالك الأول).
- الشيخ محمد بن مالك بن سعيد بن محمد بن سليمان الشحي.
- الشيخ حسن بن علي بن سعيد بن محمد بن سليمان الشحي.
- الشيخ محمد بن أحمد بن سعيد بن محمد بن سليمان الشحي.
- الشيخ محمد بن سليمان بن حسن بن علي الشحي شيخ البداه في قدا.
- الشيخ علي بن سعيد بن محمد بن سليمان الشحي.
- الشيخ سليمان بن محمد بن مالك (الأول) بن سعيد بن محمد بن سليمان (الأول) الشحي.
- الشيخ سعيد بن سليمان بن محمد بن مالك (الأول) بن سعيد بن محمد بن سليمان (الأول) الشحي حكم مدينة خصب.
- الشيخ زيد بن عبدالله بن سعيد بن سليمان (الأول) الشحي حكم مدينة خصب.
- الشيخ سيف بن عبدالله بن سعيد بن سليمان (الأول) الشحي حكم مدينة شعم.
- الشيخ سعيد بن عبدالله بن سعيد بن سليمان (الأول) الشحي حكم مدينة بخا.
- الشيخ سليمان بن مالك بن أحمد بن سليمان (الأول) الشحي حكم مدينة خصب.
- الشيخ زيد بن سليمان بن مالك بن أحمد بن سليمان (الأول) الشحي حكم مدينة خصب.
- الشيخ محمد بن سلطان الشحي حكم مدينة خصب.
- الشيخ محمد بن سليمان بن محمد بن مالك الشحي حكم مدينة بخا.
- الشيخ أحمد بن سليمان بن محمد بن مالك الشحي حكم مدينة بخا.
- الشيخ حسن بن محمد الشحي حكم مدينة خصب.
- الشيخ محمد بن أحمد بن سليمان بن محمد بن مالك الشحي حاكم مدينة بخا.
- الشيخ حمدان بن احمد بن محمد بن سليمان بن محمد بن مالك الشحي حكم مدينتي بخا ودبا (آخر حكام قبيلة الشحوح في منطقة رؤوس الجبال).
- الشيخ زيد بن صالح الملقب بزيد الهلالي بطل معركة البثنه.
- الشيخ صالح بن محمد وقد عاصر الشيخ حسن بن محمد في خصب.
- الشيخ حسن بن رحمه.
- الشخ محمد بن صالح نجل الشيخ صالح بن محمد.
- الشيخ زيد بن محمد بن صالح الهلالي الشحي وهو حفيد الشيخ زيد.

## الهوامش
1. ↑  Sociolinguistics / Soziolinguistik - Volume 3 - Page 1934 نسخة محفوظة 2022-08-08 على موقع واي باك مشين.
2. ↑  «الآرامية» واللهجة الشحيّة، الإمارات اليوم دخل في 26 مايو 2016. نسخة محفوظة 11 فبراير 2018 على موقع واي باك مشين.
3. ↑  "الدكتورة مريم بيتشك تعيد لهجة الشحوح إلى جذورها العربية (1 ـ 2)". www.albayan.ae. 29 مارس 2007. مؤرشف من الأصل في 2023-05-29. اطلع عليه بتاريخ 2023-05-29.
4. 1 2  "المقدمة". قبيلة الشحوح. مؤرشف من الأصل في 2023-05-26. اطلع عليه بتاريخ 2023-05-27.
5. 1 2  "المرأة والشاة والدعوة الجاهلية سبب وقعة دبا في الروايات". www.albayan.ae. 9 أغسطس 2011. مؤرشف من الأصل في 2023-05-29. اطلع عليه بتاريخ 2023-05-29.
6. 1 2 3  سالم السياب. إسعاف الأعيان في أنساب أهل عمان. المكتب الإسلامي - بيروت. مؤرشف من الأصل في 2022-11-14.
7. 1 2  "نسب قبيلة الشحوح". قبيلة الشحوح. مؤرشف من الأصل في 2023-05-26. اطلع عليه بتاريخ 2023-05-27.
8. ↑  Oman: Political Development in a Changing World - Carol J. Riphenburg - Page 10 نسخة محفوظة 2022-08-08 على موقع واي باك مشين.
9. ↑  Oman: the Modernization of the Sultanate - Calvin H. Allen, Jr - Page 29 نسخة محفوظة 2022-10-08 على موقع واي باك مشين.
10. ↑  Area Handbook for the Peripheral States of the Arabian Peninsula - Stanford Research Institute - Page 162 نسخة محفوظة 2022-08-08 على موقع واي باك مشين.
11. ↑  Area Handbook for the Persian Gulf States - Richard F. Nyrop - Page 66 نسخة محفوظة 2022-08-08 على موقع واي باك مشين.
12. ↑  The Persian Gulf - Arnold Wilson - Page 22 نسخة محفوظة 2022-08-08 على موقع واي باك مشين.
13. ↑  الجامع - بامطرف - الصفحة 566.
14. ↑  سالم السيابي؛ إبراهيم بن سعيد العبري (1964)، إسعاف الأعيان في أنساب أهل عمان، تحقيق: محمد سعيد الطنطاوي، بيروت: المكتب الإسلامي، ج. 1، ص. 22، QID:Q121076208
15. 1 2 3 4 5 6  "الغزو البرتغالي". قبيلة الشحوح. مؤرشف من الأصل في 2023-05-26. اطلع عليه بتاريخ 2023-05-28.
16. 1 2  "أزياء الرجال". قبيلة الشحوح. مؤرشف من الأصل في 2023-05-27. اطلع عليه بتاريخ 2023-05-28.
17. 1 2 3  "الندبه". قبيلة الشحوح. مؤرشف من الأصل في 2023-05-27. اطلع عليه بتاريخ 2023-05-28.
18. 1 2  "طريقـة الكلام". قبيلة الشحوح. مؤرشف من الأصل في 2023-05-26. اطلع عليه بتاريخ 2023-05-28.
19. ↑  "شيوخ القبيلة". قبيلة الشحوح. مؤرشف من الأصل في 2023-05-26. اطلع عليه بتاريخ 2023-05-27.